# Mígandifoss
Mígandifoss är ett vattenfall i republiken Island. Det ligger i regionen Norðurland eystra, i den norra delen av landet. Bäcken Mígindislækur faller cirka 80 meter direkt ner i fjorden Eyjafjörður 200 meter öster om riksväg S82, Ólafsfjarðarvegur. 